# 왓 어 카툰!
《왓 어 카툰!》(영어: What a Cartoon!) 또는 《더 왓 어 카툰! 쇼》(The What A Cartoon! Show), 《더 카툰 카툰 쇼》(The Cartoon Cartoon Show)는 해나 바베라 카툰스의 프레드 세이버트가 기획한 미국의 애니메이션 프로그램이다. 카툰 네트워크를 통해 방영된 이 프로그램에서는 총 82개의 단편 카툰이 소개되었으며, 이후 이 단편들을 바탕으로 한 정식 애니메이션 제작이 이루어졌다. 대표작으로는 《파워 퍼프걸》, 《덱스터의 실험실》, 《죠니 브라보》, 《카우 앤 치킨》, 《겁쟁이 강아지 커리지》, 《암호명: 이웃집 아이들》과 폭스의 《패밀리 가이》 등이 있다.